# غمیش‌عونی (کلیبر)
غمیش‌عونی یکی از روستاهای استان آذربایجان شرقی است که در دهستان سیدان بخش آبش‌احمد شهرستان کلیبر واقع شده‌است.